# National Shooting Sports Foundation
A National Shooting Sports Foundation (NSSF) é uma associação comercial nacional americana para a indústria de armas de fogo com sede em Newtown, Connecticut. Formada em 1961, a organização tem mais de 8.000 membros: fabricantes, distribuidores, varejistas, campos de tiro, clubes esportivos e mídia de armas de fogo.

## Atuação
A missão da NSSF é “Promover, proteger e preservar a caça e os esportes de tiro”. Além de promover a posse de armas, a NSSF ajuda a escrever padrões de segurança e instrução. A NSSF patrocina o evento anual "Shooting Hunting and Outdoor Trade Show" (SHOT Show).
A NSSF tem advogado a favor dos direitos às armas, inclusive argumentando contra os limites de carregadores de alta capacidade e o amplo uso do termo "arma de assalto". Também apoiou a legislação que permite o porte velado e ofereceu propostas para proibir a "Environmental Protection Agency" de regular produtos químicos em munições, bem como outros esportes, como a pesca onde o chumbo é rotineiramente usado devido a sua densidade.

## Gestão
Steve Sanetti, o Presidente desde 2008, é um ex-capitão do Exército e ex-presidente da Sturm, Ruger & Co., onde "ajudou a direcionar 'a resposta coordenada bem-sucedida às ações judiciais municipais que ameaçavam a indústria de armas de fogo no final da década de 1990, de acordo com um comunicado de imprensa de 2008".
Doug Painter, um ex-presidente da NSSF, foi destaque em um vídeo lançado pelo grupo em 2009. De acordo com a Sunlight Foundation, a NSSF gastou US $ 1,7 milhão em esforços de lobby de 1998 a 2012.

## SHOT Show
A maior feira de armas dos Estados Unidos é o SHOT Show, evento anual patrocinado pela NSSF. Esse evento atrai cerca de 60.000 participantes para seus 630.000 pés quadrados de espaço para exposições em Las Vegas. Está entre as 25 principais feiras de negócios do país.